# Stazione di Belpasso-Piano Tavola
La stazione di Belpasso-Piano Tavola (precedentemente chiamata Belpasso-Camporotondo), conosciuta anche come Stazione di Piano Tavola, era una stazione ferroviaria della Ferrovia Circumetnea, costruita a servizio dei comuni di Belpasso e Camporotondo.
Nel dopoguerra, attorno ad essa, sorse la popolosa frazione di Piano Tavola.

## Storia
I lavori per la costruzione del primo tratto della ferrovia e dei suoi impianti, ebbero inizio nel 1889. Il 2 febbraio 1895, la stazione venne messa in servizio, con il nome di "stazione di Belpasso", assieme al tratto Catania Borgo-Adernò (oggi Adrano).
La stazione venne costruita a fianco della Strada Statale 121, tra Misterbianco e Paternò, in una zona molto periferica rispetto agli abitati di Belpasso e Camporotondo. Il paesaggio circostante era costituito dall'immenso pianoro, denominato Piano Tavola, creato dalla lava eruttata dall'Etna nel 1669. Con il passare degli anni, la stazione fu inglobata dall'abitato sorto nel corso dell'urbanizzazione non programmata degli anni sessanta, conseguente alla nascita della vasta area di sviluppo industriale di Piano Tavola.

### Il cambio del nome
In occasione della presentazione dei lavori di costruzione della tratta metropolitana Catania Borgo-Paternò e della cerimonia di inizio degli stessi, presenziata dal Vicepresidente del Consiglio dei Ministri e Ministro delle Infrastrutture e dei Trasporti, Matteo Salvini, il toponimo della stazione è stato cambiato in Belpasso-Piano Tavola.

### La dismissione per i lavori della metropolitana
Il 15 giugno 2024 la stazione è stata definitivamente chiusa insieme alla tratta Catania Borgo - Paternò motivata dalla dichiarata interferenza con i cantieri (in corso di apertura) per i lavori di costruzione in variante della metropolitana di Catania, a scartamento normale e a doppio binario elettrificato, fino a Paternò.

## Strutture e impianti
La stazione di Belpasso-Camporotondo fu realizzata nella zona periferica a nord-est della città di Misterbianco, in corrispondenza del centro della popolosa frazione di Piano Tavola. L'edificio di stazione (a due elevazioni) fu posto a sud del fascio binari viaggiatori, quest'ultimo era costituito da due binari interconnessi da due scambi elettromagnetici di estremità e da un binario tronco (collegato al primo binario con uno scambio manuale), attraverso il quale si accedeva al piano caricatore merci e ai fabbricati di servizio.

La stazione era dotata di segnalamento di protezione e partenza, e da una pensilina collegata allo stesso fabbricato viaggiatori.

## Movimento
L'offerta d'orario in vigore dal 1º febbraio 1899 prevedeva la fermata di tutti i treni in circolazione sulla linea: si trattava di tre coppie di treni misti di 1ª, 2ª, 3ª classe e di una coppia di misti, limitata a Paternò, di sola 3ª classe.
La stazione svolgeva traffico di tipo pendolare. L'orario di servizio invernale 2017 offriva 16 treni giornalieri in arrivo da Catania, e in prosecuzione, e 14 treni per la città etnea. Il servizio si svolgeva solo nei giorni feriali. 
Fino all'estate 2019, Il numero di corse subiva una riduzione nel periodo estivo tra giugno e settembre; era collegata con autobus-navetta al centro di Belpasso, mentre non vi erano collegamenti di alcun tipo con Camporotondo Etneo fino dall'estate 2022; mentre da tale data grazie a un servizio di navette, il paese è stato definitivamente collegato con la metropolitana di Catania per la fermata di Nesima e dall'estate 2024 anche con quelle di Fontana e Monte Po.

## Servizi
La stazione era dotata di:
- Annuncio sonoro annunciante l'arrivo dei treni;
- Biglietteria automatica (disattivata da marzo 2020);
- Sala d'attesa (chiusa al pubblico da marzo 2020);
- Servizi igienici.

## Interscambi
- fermata autolinee

## Galleria d'immagini

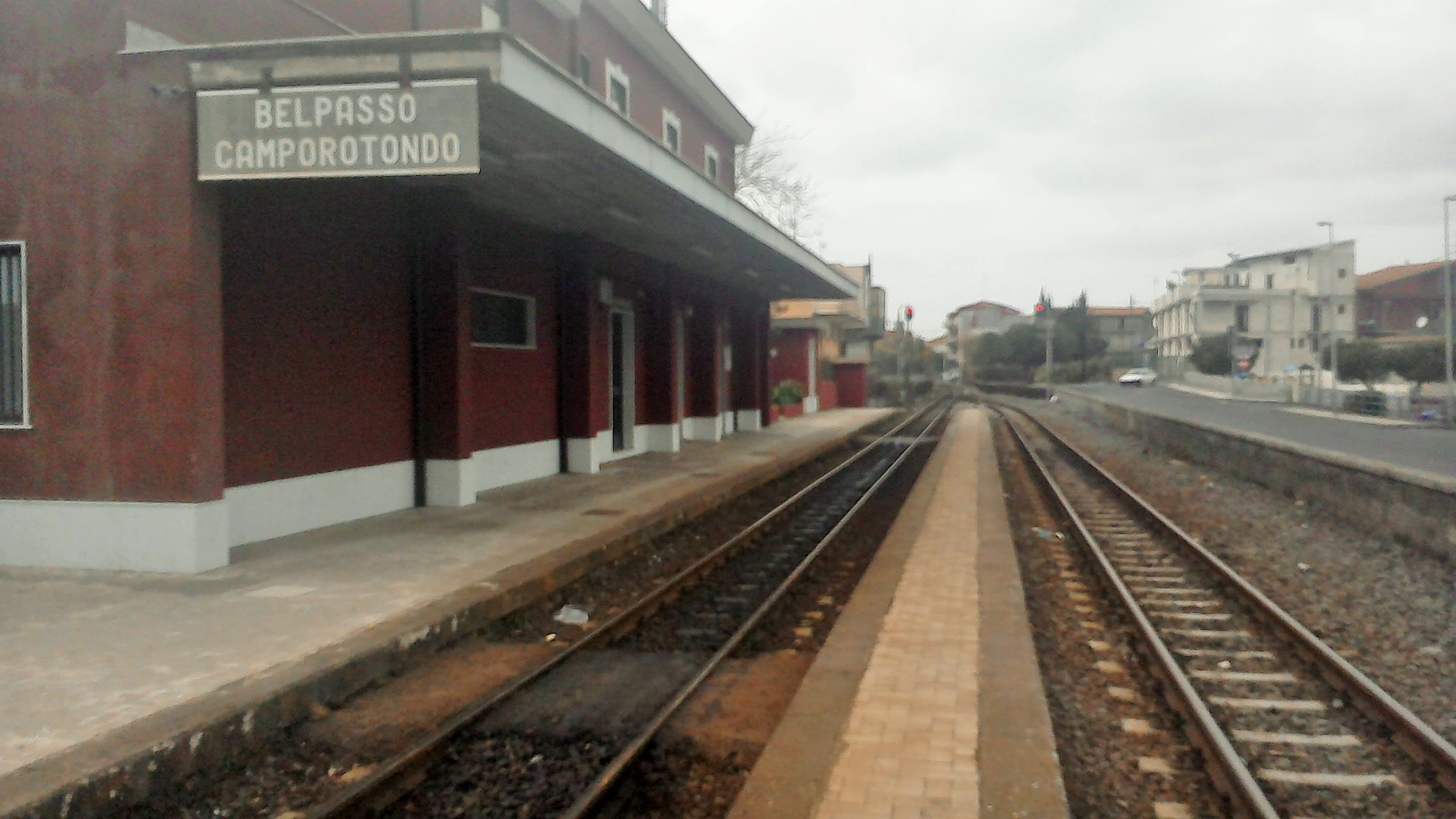
La stazione di Belpasso-Piano Tavola, quando era ancora con la vecchia denominazione Belpasso-Camporotondo.
L'automotrice ALn 56.02 (serie ALn 56.01-06) alla stazione di Belpasso-Piano Tavola.
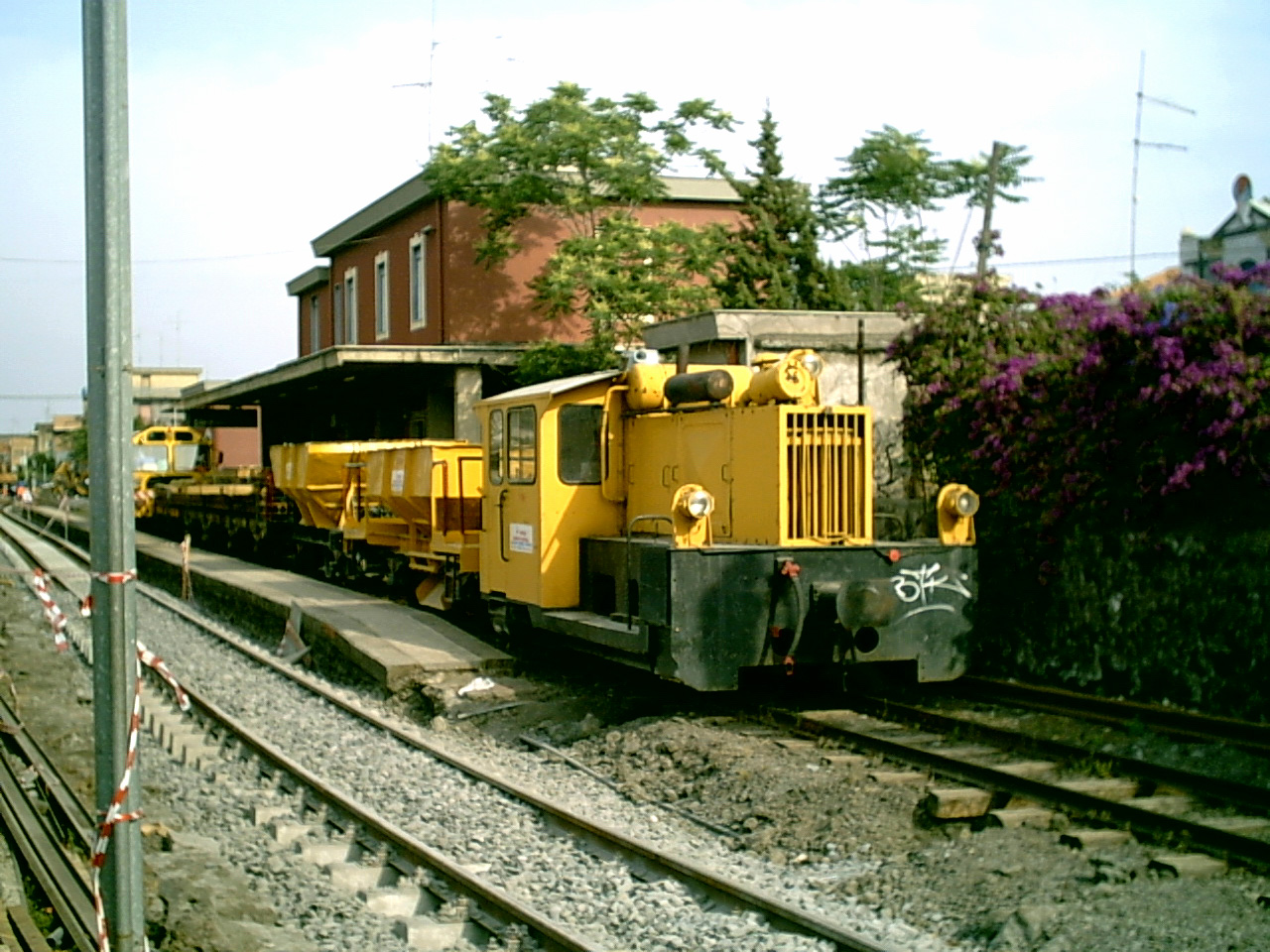
Una locomotiva Kof, dell'impresa Ventura, alla stazione di Belpasso-Piano Tavola in occasione della sostituzione dell'armamento ferroviario.